# ازدواج باطل
ازدواج باطل به ازدواجی گفته می‌شود که برخلاف قانون یک کشور واقع شده باشد و زوج باید بدون طلاق از یکدیگر جدا شوند. در حقوق ایران تعدادی از عوامل باطل شدن ازدواج عبارتند از، شوهر داشتن، داشتن چهار زن دایمی، عده زن، قرابت در حدود معین، مطلقه بودن به ۳ طلاق و ۹ طلاق، کفر، لعان و احرام.

## ازدواج باطل در اسلام
- ازدواج بین دو همجنس: مزدوجین باید یکی مرد و یکی زن باشند. ازدواج همجنس‌گرایانه در اسلام پذیرفته نیست.
- ازدواج بدون اراده: ازدواج شخصی که ارادهٔ ازدواج نداشته مثل شخصی که مجبور به آن شده، یا ازدواج در حالت مستی، یا شوخی یا ازدواج شخص دیوانه باطل است.
- اشتباه در هویت جسمی: اگر شخصی در هویت جسمی شخصی که با او ازدواج کرده اشتباه کند؛ مثلاً دختری را خواستگاری کند ولی پدرِ دختر، دختر دیگرش را هنگام عقد به او بیندازد و او بدون اینکه متوجه این فریب شود سند ازدواج را امضا کند، این ازدواج باطل است. اما اگر اشتباه در اوصاف طرف مقابل باشد، ازدواج باطل نمی‌شود ولی در بعضی شرایط حق فسخ ازدواج را به اشتباه‌کننده می‌دهد؛ مثلاً مردی خود را صاحب شغل مهم و ثروت کلانی معرفی کرده و زن فقط به دلیل مال و مقام با او ازدواج کرده. در این شرایط ازدواج باطل نیست ولی برای زن حق فسخ وجود دارد. این‌گونه اشتباهات زمانی حق فسخ ایجاد می‌کنند که در هنگام عقد، به‌طور صریح یا به‌طور ضمنی، شرط شده و مورد توافق قرار گرفته باشند.
- اکراه:اگر یکی از دو طرف عقد به ازدواج اکراه شود؛ مثلاً برای وادار کردن شخصی به ازدواج او را تهدید به اخراج از خانه یا شغل خود کنند، این ازدواج غیرنافذ است و پس از رفع اکراه شخص می‌تواند آن را تأیید یا رد کند. اگر تأیید کرد از روز اول ازدواج صحیح می‌شود و اگر رد کرد ازدواج از ابتدا باطل می‌شود. اما اگر اکراه به قدری شدید باشد که شخص ارادهٔ خود را از دست بدهد مثلاً زیر شکنجهٔ شدید به ازدواج رضایت دهد، ازدواج باطل است و بعداً قابل تأیید نیست.
- ازدواج معلق: ازدواجی که به وقوع امر دیگری معلق شده باشد، باطل است؛ مثلاً زنی با مردی ازدواج کند به شرط اینکه او رئیس‌جمهور شود یا خانه بخرد.
- نکاح معاطاتی: به نظر اکثر قریب به اتفاق فقها عقد نکاح بدون بیان صیغه ایجاب و قبول باطل است.